# العلاقات الفلبينية السورية
العلاقات الفلبينية السورية هي العلاقات الثنائية التي تجمع بين الفلبين وسوريا.

## مقارنة بين البلدين
هذه مقارنة عامة ومرجعية للدولتين:
| وجه المقارنة                                              | الفلبين                           | سوريا                    |
| --------------------------------------------------------- | --------------------------------- | ------------------------ |
| المساحة (كم2)                                             | 343.45 ألف                        | 185.18 ألف               |
| عدد السكان (نسمة)                                         | 104.92 مليون                      | 18.27 مليون              |
| الكثافة السكانية (ن./كم²)                                 | 305.49                            | 98.66                    |
| العاصمة                                                   | مانيلا                            | دمشق                     |
| اللغة الرسمية                                             | اللغة الفلبينية، اللغة الإنجليزية | اللغة العربية            |
| العملة                                                    | بيسو فلبيني                       | ليرة سورية               |
| الناتج المحلي الإجمالي (بليون دولار)                      | 313.60 مليار                      | 60.20 مليار              |
| الناتج المحلي الإجمالي (تعادل القوة الشرائية) بليون دولار | 743.90 مليار                      |                          |
| الناتج المحلي الإجمالي الاسمي للفرد دولار أمريكي          | 2.90 ألف                          |                          |
| الناتج المحلي الإجمالي للفرد دولار أمريكي                 | 7.39 ألف                          |                          |
| مؤشر التنمية البشرية                                      | 0.668                             | 0.594                    |
| رمز المكالمات الدولي                                      | +63                               | +963                     |
| رمز الإنترنت                                              | .ph                               | .sy                      |
| المنطقة الزمنية                                           | توقيت الفلبين                     | ت ع م+02:00، ت ع م+03:00 |

## منظمات دولية مشتركة
يشترك البلدان في عضوية مجموعة من المنظمات الدولية، منها:
| علم المنظمة | اسم المنظمة                               | تاريخ انضمام الفلبين | تاريخ انضمام سوريا |
| ----------- | ----------------------------------------- | -------------------- | ------------------ |
|             | مؤسسة التنمية الدولية                     | 28 أكتوبر 1960       | 28 يونيو 1962      |
|             | يونسكو                                    | 21 نوفمبر 1946       | 16 نوفمبر 1946     |
|             | وكالة ضمان الاستثمار متعدد الأطراف        | 8 فبراير 1994        | 14 مايو 2002       |
|             | الأمم المتحدة                             | 24 أكتوبر 1945       | 24 أكتوبر 1945     |
|             | الاتحاد البريدي العالمي                   | ?                    | ?                  |
|             | البنك الدولي للإنشاء والتعمير             | 27 ديسمبر 1945       | 10 أبريل 1947      |
|             | المنظمة الهيدروغرافية الدولية             | ?                    | ?                  |
|             | الاتحاد الدولي للاتصالات                  | 25 مايو 1912         | 12 يناير 1924      |
|             | منظمة حظر الأسلحة الكيميائية              | ?                    | ?                  |
|             | مؤسسة التمويل الدولية                     | 12 أغسطس 1957        | 28 يونيو 1962      |
|             | المركز الدولي لتسوية المنازعات الاستشارية | 17 ديسمبر 1978       | 24 فبراير 2006     |
|             | منظمة الشرطة الجنائية الدولية             | ?                    | ?                  |

## وصلات خارجية
- موقع وزارة الخارجية الفلبينية